# غرايسون غرينير
غرايسون غرينير (بالإنجليزية: Grayson Greiner)‏ هو لاعب محترف لكرة القاعدة ‏ أمريكي، ولد في 11 أكتوبر 1992 في كولومبيا في الولايات المتحدة.

## وصلات خارجية
- غرايسون غرينير على موقع دوري كرة القاعدة الرئيسي (الإنجليزية)
- غرايسون غرينير على موقعبيزبول رفرنس.كوم (الدوري الرئيسي) (الإنجليزية)
- غرايسون غرينير على موقعبيزبول رفرنس.كوم (الدوري الثانوي) (الإنجليزية)
- غرايسون غرينير على موقع إي إس بي إن.كوم (أم.أل.بي) (الإنجليزية)
- غرايسون غرينير على موقع مشجعي الرسوم البيانية (الإنجليزية)